# Бонфильо, Андрес
Андрес Бонфильо (исп. Andres Bonfiglio; 2 декабря 1965, Мексика) — мексиканский актёр и певец.

## Биография
Родился 2 декабря 1965 года в Мексике в семье актёра Оскара Морелли, также у него есть брат, который является актёром Оскар Бонфильо. В мексиканском кинематографе дебютировал в 1986 году и с тех пор снялся в 27 работах в кино и телесериалах. Мировому зрителю он запомнился блестяще сыгранной роли Эдуардо «Лало» Сауседо в культовом телесериале «Моя вторая мама».

## Фильмография
- 1985—н. в. — Женщина, случаи из реальной жизни / Mujer, casos de la vida real (сериал)
- 1986—1990 — Отмеченное время / Hora Marcada — Хавьер (сериал)
- 1989 — Моя вторая мама / Mi segunda madre — Эдуардо «Лало» Сауседо (сериал)
- 1990 — Расхитители гробниц / Ladrones de tumbas — Хорхе
- 1990 — / Escoria otra parte de tí
- 1990 — / Comando de federales — Хорхе
- 1991 — / El teatro del horror — Гильермо Дамиан
- 1991 — Паника / Pánico
- 1991 — / Narcovictimas
- 1991 — / La leyenda del escorpión
- 1992 — Адское преследование / Persecución infernal
- 1993 — Мёртвый лес / Bosque de muerte — Сесар
- 1994 — / Transplandes ilegales
- 1995 — / Venganza silenciosa
- 1995 — / Un asesinato perfecto — Хавьер Лара
- 1995 — Дикая атака / Ataque salvaje
- 1996 — Зажжёный факел / La antorcha encendida — Хильберто Риано (сериал)
- 1997 — / El caporal — доктор (в титрах: Andrés Bonfilio)
- 1998 — / La leyenda del pistolero
- 2000 — Здоровье, деньги и любовь / Salud, dinero y amor
- 2000 — / El precio de nuestra sangre — Яго
- 2000 — / Corazón de tequila
- 2000 — / Semilla de odio — Мигель
- 2007 — / Mosquita muerta — Алехандро
- 2008 — Роза Гваделупе / La rosa de Guadalupe — Альфонсо (сериал)
- 2011 — Как говорится / Como dice el dicho — Игнасио (сериал)
- 2012—2013 — Потому что любовь решает всё / Porque el amor manda (сериал)